# 267 (szám)
A 267 (római számmal: CCLXVII) egy természetes szám, félprím, a 3 és a 89 szorzata.

## A szám a matematikában
A tízes számrendszerbeli 267-es a kettes számrendszerben 100001011, a nyolcas számrendszerben 413, a tizenhatos számrendszerben 10B alakban írható fel.
A 267 páratlan szám, összetett szám, azon belül félprím, kanonikus alakban a 31 · 891 szorzattal, normálalakban a 2,67 · 102 szorzattal írható fel. Négy osztója van a természetes számok halmazán, ezek növekvő sorrendben: 1, 3, 89 és 267.
A 267 négyzete 71 289, köbe 19 034 163, négyzetgyöke 16,34013, köbgyöke 6,43928, reciproka 0,0037453. A 267 egység sugarú kör kerülete 1677,61048 egység, területe 223 960,99868 területegység; a 267 egység sugarú gömb térfogata 79 730 115,5 térfogategység.
A 267 helyen az Euler-függvény helyettesítési értéke 176, a Möbius-függvényé 1, a Mertens-függvényé −1.